# アタワルパ (モニター)
アタワルパ (Atahualpa) はペルー海軍のモニター。アメリカ合衆国からカノニカス級モニター「カトーバ (USS Catawba)」を購入したものである。太平洋戦争中に自沈した。
排水量2100トン、トン数1034トン、全長225フィート、幅43フィート3インチ、吃水13フィート6インチ。振動レバー機関1基とボイラー4基搭載、出力320指示馬力で速力8ノット。兵装は15インチ滑腔砲2門。装甲は砲塔10インチ、舷側5インチ、甲板1.5インチであった。
オハイオ州シンシナティのAlexander Swift & Companyと同ハミルトンのNiles Tool Worksで建造。1864年4月13日進水。1865年3月に「カトーバ」は同型の「オネオタ」とともにMound Cityへ移り、南北戦争終結後の6月7日に「オネオタ」は海軍に引き渡されたが、就役することはなく、Mound Cityで係船された。1865年中ごろには「カトーバ」と「オネオタ」はカイロの向かい側のより水深の深い場所へ移された。しかし、そこは安全ではなかった。1866年3月27日に汽船によって錨鎖を切断されたモニター「Tippecanoe」が「オネオタ」に衝突する事故が発生し、その後同地のモニターはニューオーリンズへ移された。
1867年、ペルーの代表団がモニター購入を目的にアメリカ合衆国に来る。10月、Alexander Swift & Companyの代理人は「カトーバ」と「オネオタ」をそれぞれ100万ドルでペルー海軍へ売却する契約を結んだ。両艦はアメリカ海軍に引き渡し済みであったが買戻しが可能となり、1896年4月にAlexander Swift & Companyは2隻を775000ドルで購入した。
「カトーバ」は「アタワルパ」、「オネオタ」は「マンコ・カパック」と改名された。ペルーへの回航にあたって前部に水除が設けられ、また帆走用のマスト2本が建てられた。また、両艦の曳航用に汽船「Reyes」、「Marañon」が購入された。1869年1月にニューオーリンズを出発したが、故障発生のためペンサコーラで30日間留まることとなった。キーウェストからバハマへ向かう途中ではキューバの反乱支援に向かうのだと噂されたことでスペインのフリゲート「Fernando el Catolico」、「Tetuan」の追跡を受け、その次は悪天候により曳航をやめざるを得なくなり、各艦船は離れてしまう。その後、「Reyes」は「マンコ・カパック」との衝突事故で沈没した。「アタワルパ」はグレート・イナグア島にたどり着いて補給を行い、それからヴァージン諸島のセント・トーマス島で「マンコ・カパック」と合流。そこで、「Reyes」の代わりとなる船「Pachitea」の到着を待った。9月15日、「マンコ・カパック」がリオ・デ・ジャネイロで座礁。その修理には3か月を要した。同地でコルベット「Unión」が加わり、1870年1月29日にマゼラン海峡に到達。プンタ・アレーナスで「アタワルパ」の曳航は「Marañon」から「Chalaco」に代わり、5月11日にカヤオに到着した。
1877年5月6日に装甲艦「ワスカル」がNicolás de Piérolaの支持者に乗っ取られると、同艦の奪還部隊が装甲艦「インデペンデンシア」艦長Mooreを指揮官として編成される。「インデペンデンシア」は「アタワルパ」、コルベット「Union」とともにイキケ向かい、5月22日に到着。その際「アタワルパ」は雇われたパシフィック汽船会社の汽船「Limena」に曳航された。その後Mooreは「ワスカル」捕捉に向かうが、「アタワルパ」はイキケに残された。
1879年、太平洋戦争が勃発する。1880年4月、チリ海軍はカヤオ封鎖を開始。「アタワルパ」は同地にあり、4月22日のチリ艦艇による攻撃の際には「アタワルパ」も応戦した。12月11日、「アタワルパ」はランチ2隻を伴い2km沖に出てチリ艦艇と交戦したが、遠距離砲戦で効果はなかった。1881年1月16日、リマは降伏し、同日「アタワルパ」は自沈した。
後に引き上げられて倉庫として使用され、20世紀初頭に解体された。